# Віджая Лакшмі Пандіт
Віджая Лакшмі Неру Пандіт (англ. Vijaya Lakshmi Nehru Pandit, кашм. विजयलक्ष्मी नेहरू पंडित); 18 серпня 1900 року, Аллахабад, Британська Індія — 1 грудня 1990 року, Дехрадун, Індія) — індійський дипломат і політик, сестра прем'єр-міністра Індії Джавахарлала Неру.

## Походження
Віджая Лакшмі Пандіт народилася в одній з найвідоміших сімей у країні. Її батько Мотілал Неру (1861—1931) — колишній президент Індійського національного конгресу (двічі обіймав цю посаду), адвокат, який належав до спільноти пандітів Кашміру.
В 1921 році вона вийшла заміж за вченого та суддю Ранджита Сітарама Пандіта (1893—1944), який помер 14 січня 1944 року.

## Політична кар'єра
Віджая Пандіт стала першою індійською жінкою, що обійняла посаду в уряді Індії. В 1937 році вона була обрана до законодавчих зборів Сполучених провінцій і була призначена міністром у справах місцевого самоврядування та громадського здоров'я. Вона обіймала цю посаду до 1938 року, а потім з 1946 по 1947 роки. В 1946 році була обрана до Установчих зборів від Сполучених провінцій.
Після здобуття незалежності Індії від Великої Британії у 1947 році вступила на дипломатичну службу і стала послом Індії в Радянському Союзі (1947—1949), потім — у США та Мексиці (1949—1951), Ірландії (1955—1961) (і одночасно Верховним комісаром у Великій Британії) та Іспанії (1958—1961). З 1946 по 1968 роки також очолювала індійську делегацію Індії в Організації Об'єднаних Націй. У 1953 році вона стала першою жінкою — головою Генеральної Асамблеї ООН.
В Індії, Віджая Пандіт обіймала посаду губернатора штату Махараштра з 1962 по 1964 роки (з невеликою перервою), після чого була обрана до нижньої палати парламенту Індії Лок Сабха з колишнього виборчого округу її брата Пюлпура. Вона була депутатом парламенту з 1964 по 1968 ріоки.
Віджая Пандіт критикувала свою племінницю Індіру Ганді (доньку материного брата), після того як вона стала прем'єр-міністром в 1966 році, і пішла з активного політичного життя після того, як відносини між ними зіпсувалися. Після відходу у відставку, вона переїхала до Деградун в долині Дун в передгір'ях Гімалаїв.
Після виходу на пенсію, у 1979 році була призначена представником Індії в Комісії ООН з прав людини.

## Родина
Віджая Пандіт сама виховувала трьох доньок. Старша — Чандрелеха була одружена з Ашоком Мехтою і має трьох дітей. Її друга донька Наянтара Саггал, яка пізніше оселилася в домі своєї матері в Дехрадуні — відома індійська романістка. Вона була одружена з Гаутамом Сахаль і народила доньку Гіту Сахаль. Третя донька — Ріта була одружена з Аватар Кришна Дхар і має двох синів.